# يونان (شيمانه)
مدينة يونان (بالإنجليزية: Unnan)‏ هي أحد المدن التابعة لمحافظة شيمانه. تأسست رسميًا في 01/11/2004. ويقدر عدد سكانها بـ 43269 نسمة حسب تقدير مكتب الإحصاء الياباني لعام 2012. تبلغ مساحة يونان 553.37 كم2. بكثافة سكانية تبلغ 78.2 نسمة/كم2.

## توأمة
ليونان (شيمانه) اتفاقيات توأمة مع:
- ريتشموند